# V354 Андромеды
V354 Андромеды (лат. V354 Andromedae) — двойная звезда в созвездии Андромеды на расстоянии приблизительно 1265 световых лет (около 388 парсеков) от Солнца. Видимая звёздная величина звезды — от +8,78m до +8,65m.

## Характеристики
Первый компонент — оранжевый гигант, пульсирующая полуправильная переменная звезда типа SRD (SRD:) спектрального класса K0. Масса — около 2,077 солнечных, радиус — около 17,117 солнечных, светимость — около 79,12 солнечных. Эффективная температура — около 4557 K.
Второй компонент — красный карлик спектрального класса M. Масса — около 88,8 юпитерианских (0,0848 солнечных). Удалён на 1,908 а.е..